# 建安郡

隋煬帝時，改州為郡。他又設有九個監察州（如上圖），共有190個郡。

建安郡，中国郡名，屬揚州。

## 建置沿革

### 東吳兩晉六朝

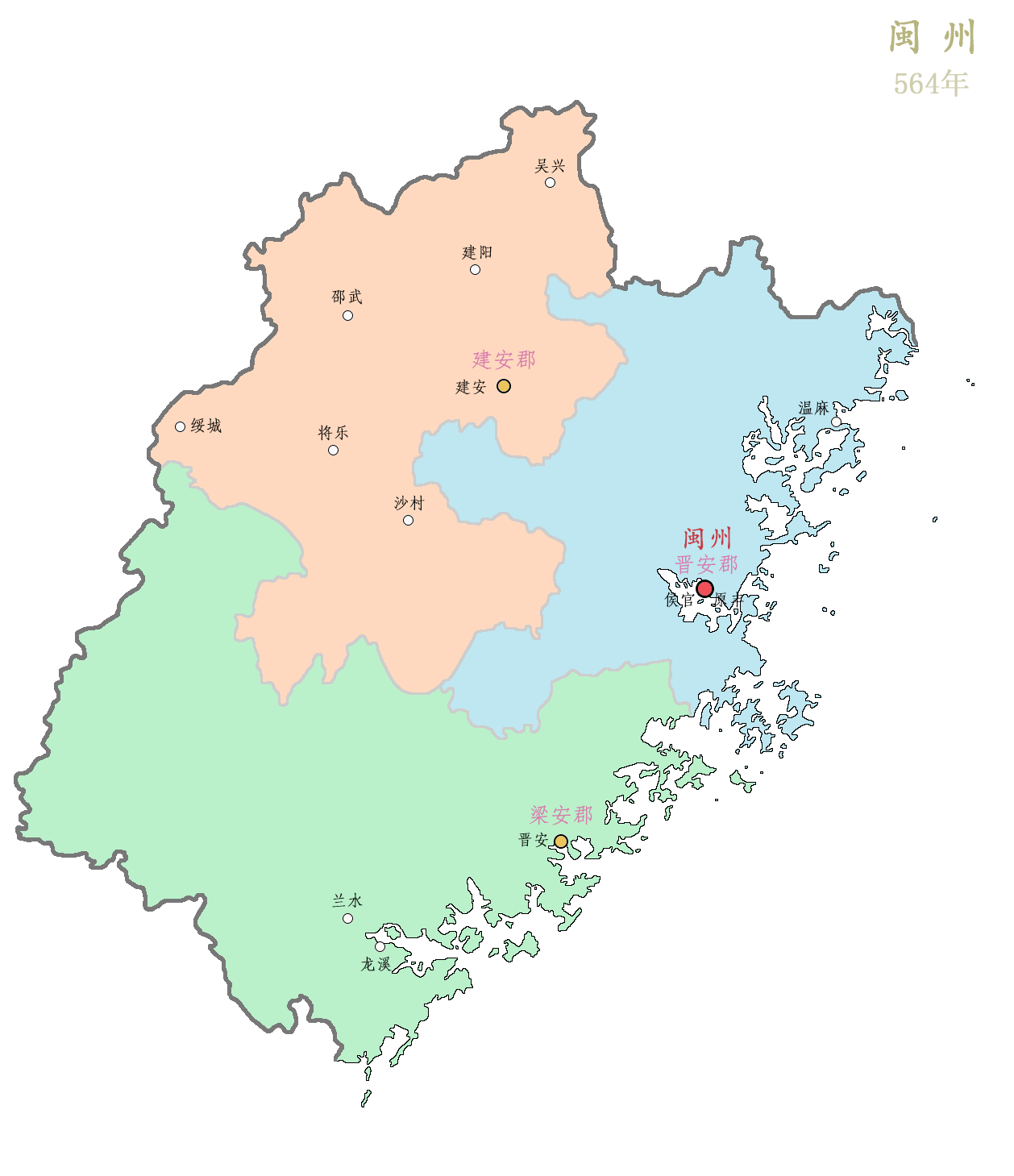
建安郡（564年）

東漢建安元年（196年），孙吴政权設置會稽南部都尉，管轄會稽郡南部的建安、侯官、建平、南平、漢興5縣。吳景帝永安三年（260年），以都尉所屬5縣置建安郡。郡治建安縣（今福建省建甌市南），領建安、侯官、建平、昭武（本南平，260年改名）、吳興（本漢興縣，260年改名）、將樂（260年立）、南平（260年立）、東安（260年左右立）8縣。
西晋省南平、建平、昭武、东安四縣，新置建阳、延平、新罗、晋安、同安、邵阳六縣。东晋時建安郡屬江州。南朝宋、齊因之。梁分江州置閩州，建安郡改屬閩州。陳廢閩州，後又置豐州。

### 隋唐
隋文帝开皇九年（589年）滅陳，廢建安郡、晋安郡，改豐州為泉州（711年之前的泉州指的是福州）。隋煬帝大業初，改泉州為閩州。大業三年（607年），改閩州为建安郡。建安郡領四縣：閩（今福建省福州市）、建安、南安、龙溪。
唐武德元年（618年），改建安郡为建州；四年（621年），移治建安县。天宝元年（742年），改建州為建安郡。建安郡領六縣：建安、邵武、浦城（今福建省浦城县南浦镇）、建陽（今福建省建阳市潭城镇）、將樂（今福建省将乐县古镛镇）、沙（今福建省沙县凤岗镇古县村）。乾元元年（758年），復改建安郡為建州。

## 人口
- 晉武帝太康三年（282年），建安郡有4300戶。[4]
- 宋孝武帝大明八年（464年），建安郡有3042戶，17686口。[3]
- 隋煬帝大業五年（609年），建安郡有12420戶。[5]
- 唐玄宗天寶十三載（754年），建安郡有22770戶，143774口。[7]

## 行政長官

### 建安太守（260年—452年）
- 鄭冑，字敬先，沛國人，孫吳時在任。[8]
- 王彬，字世儒，琅邪臨沂人，晉愍帝時在任。[9]
- 丁纂，東晉時在任。[10]
- 庾希，字始彥，颍川鄢陵人，東晉時在任。[11]
- 孔誾，會稽山陰人，東晉時在任。[12]
- 傅湛，晉孝武帝太元四年（379年）被殺。[13]
- 孫蚪之，晉安帝義熙七年（411年）因受盧循符書、供其調役而被免官。[14]
- 何子先，廬江灊人，晉、宋之際在任。[15]
- 潘盛，宋文帝元嘉三年（426年）伏誅。[16]
- 卞謹，南朝宋時在任。[10]

### 建安內史（452年—471年）
- 趙道生，宋明帝泰始二年（466年）在任。[17]

### 建安太守（471年—482年）
- 何胤，字子季，廬江灊人，齊武帝時在任。[18]

### 建安內史（482年—494年）
- 王思遠，琅邪臨沂人，齊武帝時在任。[19]

### 建安太守（494年）
- 陶季直，丹楊秣陵人，齊海陵王延兴元年（494年）出任，齊明帝建武元年（494年）改為內史。[20]

### 建安內史（494年—501年）
- 陶季直，丹楊秣陵人，齊明帝建武元年（494年）由太守改稱。[20]
- 江蒨，字彥標，濟陽考城人，齊和帝中興元年（501年）因據郡拒蕭衍的軍隊而被免官禁錮。[21]

### 建安內史（502年—518年）
- 何敬容，字國禮，廬江灊人，梁武帝天監中在任。[22]
- 蕭洽，字宏稱，蘭陵人，梁武帝天監中在任。[23]
- 到溉，字茂灌，彭城武原人，梁武帝天監中在任。[24]

### 建安太守（518年—572年）
- 蕭子範，字景則，蘭陵人，梁武帝中期在任。[25]
- 王僉，字公會，琅邪臨沂人，梁武帝中期在任。[21]
- 謝嘏，字含茂，陳郡陽夏人，梁武帝太清中出任。[22]
- 蕭乾，字思惕，蘭陵人，陳武帝永定元年（557年）出任，陳文帝天嘉二年（561年）棄郡而逃。[26]
- 陸繕，字士繻，吳郡吳人，陳文帝天嘉五年（564年）出任。[27]
- 孫瑒，字德璉，吳郡吳人，陳廢帝光大中（567年—568年）以公事免官。[28]

### 建安內史（572年—589年）
- 吳慧覺，陳後主至德三年（585年）在任。[29]

### 建安郡太守（742年—758年）
- 林洋（天宝初年）
- 许戒惑（天宝年间）[30]
- 張均，河南洛陽人，唐玄宗天寶十三載（754年）出任。[31]

## 國主

### 南朝宋建安國（452年—471年）
| 建安國（452年—471年）丨食邑2000戶→3000戶 |          |    |        |             |                |
| 代數                                     | 封爵     | 謚 | 姓名   | 在位時間    | 備註           |
| 1                                        | 建安郡王 |    | 劉休仁 | 452年—471年 | 宋文帝第十二子 |
| 降封始安縣王                             |          |    |        |             |                |

### 南朝齊建安國（482年—494年）
| 建安國（482年—494年）丨食邑2000戶 |          |    |        |             |              |
| 代數                              | 封爵     | 謚 | 姓名   | 在位時間    | 備註         |
| 1                                 | 建安郡王 |    | 蕭子真 | 482年—494年 | 齊武帝第九子 |
| 伏誅，國除                        |          |    |        |             |              |

### 南朝齊建安國（494年—501年）
| 建安國（494年—501年） |          |    |        |             |              |
| 代數                  | 封爵     | 謚 | 姓名   | 在位時間    | 備註         |
| 1                     | 建安郡王 |    | 蕭寶夤 | 494年—501年 | 齊明帝第六子 |
| 改封鄱阳郡王          |          |    |        |             |              |

### 南朝齊建安國（501年—502年）
| 建安國（501年—502年）丨食邑10000戶 |              |    |      |             |      |
| 以建义之功封                       |              |    |      |             |      |
| 代數                               | 封爵         | 謚 | 姓名 | 在位時間    | 備註 |
| 1                                  | 建安郡开国公 |    | 蕭衍 | 501年—502年 |      |
| 進封梁公                           |              |    |      |             |      |

### 南朝梁建安國（502年—518年）
| 建安國（502年—518年）\|食邑2000戶 |          |        |      |             |              |
| 代數                              | 封爵     | 謚     | 姓名 | 在位時間    | 備註         |
| 1                                 | 建安郡王 | 元襄王 | 蕭伟 | 502年—518年 | 梁文帝第八子 |
| 改封南平郡王                      |          |        |      |             |              |

### 南朝梁建安國（555年—？）
| 建安國（555年—？）\|食邑3000戶 |              |    |        |             |      |
| 以廢帝封                       |              |    |        |             |      |
| 代數                           | 封爵         | 謚 | 姓名   | 在位時間    | 備註 |
| 1                              | 建安郡開國公 |    | 蕭淵明 | 555年—556年 |      |
| ？                             |              |    |        |             |      |

### 南朝陳建安國（572年—589年）
| 建安國（572年—589年） |          |    |        |             |              |
| 代數                  | 封爵     | 謚 | 姓名   | 在位時間    | 備註         |
| 1                     | 建安郡王 |    | 陳叔卿 | 572年—589年 | 陳宣帝第五子 |